# Крум Гопов
Крум Гопов Велков е български обществен деец, революционер, патриот, един от създателите и член на ръководството на Вътрешната западнокрайска революционна организация „Въртоп“, член на ръководството на Дружеството на бежанците от Трънско и на Организацията на бежанците от Западните покрайнини.

## Биография
Крум Гопов е роден на 17 ноември 1892 година в село Клисура, Трънско, по това време в границите на Княжество България. Родителите Стана и Гопа, заедно с четирите си деца (Крум има сестра Манасия и двама братя – Гаврил и Страти Илиеви) живеят във Велковата махала. Баща му Гопа умира рано при трудова злополука и децата, останали сираци, посещават училище, но от малки започват да работят.

## Военни години
Крум Гопов е призован във войската на 20 май 1914 г. и служи първоначално в разположения в Цариброд Драгомански полк на Първа Софийска дивизия, където завършва школа за картечари и е произведен в чин младши подофицер.
След включването на България в Първата световна война, на 30 септември 1915 г., е зачислен като командир на картечница към 42-ри пехотен полк от Първа дивизия на българската армия. Полкът осигурява левия фланг на настъпващата към Ниш Първа българска армия. След участието си в кръвопролитните боеве срещу Сърбия и доказани бойни умения е повишен в чин старши подофицер.
На 1 септември 1916 г. България обявява война на Румъния и 42-ри пехотен полк е прехвърлен в Добруджа. На 6 септември 1916 г. в тежък бой са отблъснати румънските войски, настъпващи към Тутракан. За сраженията от 19-25 октомври 1916 година старши подофицер Крум Гопов е награден с войнишки кръст на Ордена за храброст четвърта степен.
През май 1917 г. е предислоциран на „Македонския фронт“, където се водят тежки сражения. Дочаква края на войната като командир на картечна рота. На 30 септември 1918 г. е последното му сражение, а след това с части от българската армия, между които и 42-ри пехотен полк, попада в плен, освободен е на 22 февруари 1919 г.

## Революционна дейност
След края на Първата световна война и подписания на 29 ноември 1919 година Ньойски мирен договор, България губи голяма част от територията си, включително и Западните покрайнинии така родният край на Крум Гопов и 55 000 хиляди етнически българи попада извън територията на страната. Започват години на съпротива и въоръжена борба за връщане на тези земи към България.
Вътрешната западнокрайска революционна организация „Въртоп“ е основана в отговор на терора, на който е подложено българското население в Западните покрайнини след окупацията им на 8 ноември 1920 г. от сръбската армия.
Крум Гопов е един от основателите на нелегалната ВЗРО „Въртоп“ и е избран още в първото ръководство. За това допринасят бойният му опит, познанията по въоръжено дело и лидерските му качества на командир от войната. Той е член на Управителния съвет до 1928 г. и отговаря за организационното оръжие. Неколкократно е преминавал с въоръжени чети отвъд границата на България, а от 1929 г., заедно с Иван Гьошев и Асен Николов, оглавяват революционното крило на „Въртоп“. През годините 1931 – 1934 тримата съставляват Централния му комитет.

## Обществена дейност
Крум Гопов участва активно в организационния живот на западнопокраинските бежански организации и осъществява значителна обществена дейност. Избиран е многократно за член на ръководните органи на редица дружества, подпомага активно общността и съдейства за решаването на многобройните социални, административни и житейски проблеми.
Участва като делегат в работата на всички конгреси на Организацията на бежанците от Западните покрайнини, член е на Контролната комисия на Върховния комитет.
Сам останал сирак като малък, Крум Гопов е съпричастен към тежката съдба на децата, разделени от родителите си. Многократно преминава с чети на „Въртоп“ през границата, за да преведе нелегално деца на бежанци.
Като член на настоятелството на Трънското дружество на бежанците организира детско летовище.